# 衡平法
衡平法（英語：equity），在普通法系中，是指历史上普通法系的司法系统针对普通法的不足，而发展出的一系列法律原则。也譯作公義、平衡法:74。

## 历史

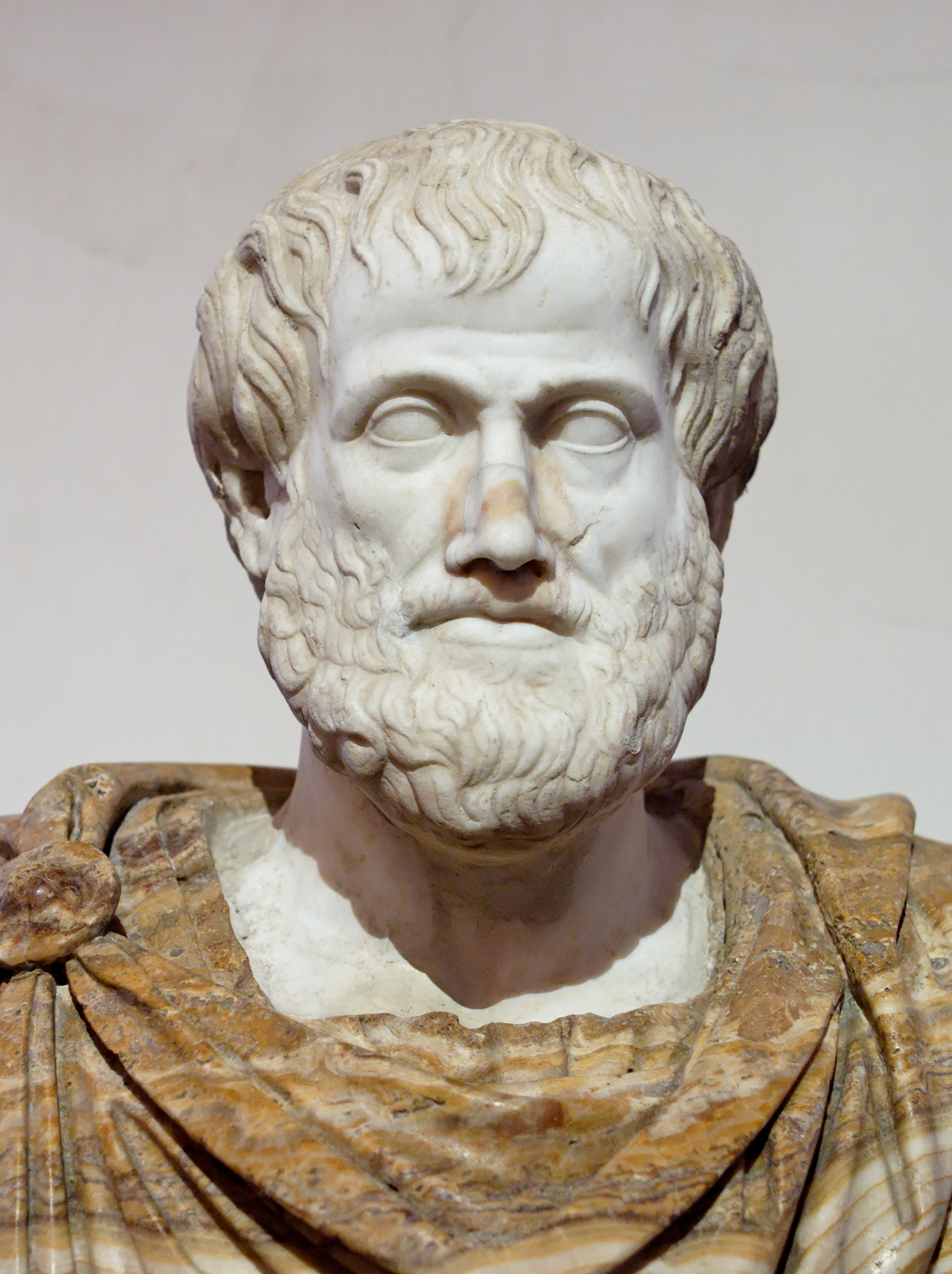
亚里士多德

古希腊哲学家亚里士多德，认为衡平法和法律相互关联，但是衡平法是“更好形式的司法公正”，衡平法需要跳出法律的限制，以更“公正”来用来修改法律的严酷，从而让司法更加公正(Aristotle, 5.10 6.11)，柏拉图在法律篇中认为衡平法和法律一起构成了布的经和纬：法律是经线，必须要强大，坚固，有个性。而衡平法是纬线，需要相对柔软，能够运用。在英国中世纪早期，受基督教的影响，衡平法成为了教会减轻发展中的普通法带来的问题的手段，慢慢形成了一系列法律原则，但是充满了个人和宗教的元素。随着教会影响的式微和科学思想的兴起，衡平法开始摆脱宗教影响开始走向系统化，正式化，但是亚里士多德和柏拉图的思想始终贯穿于衡平法的发展。
到了十三到十四世纪的英国，衡平法院开始出现。在当时的普通法体系下，原告方(Plaintiff)，需要向王座掌印院（King's Chancery）购买传票（Writs），然后才可以到普通法院（Court of Common Pleas）或者王座法庭（King's Bench）发起诉讼，如果有新的起诉事项，王座掌印院就会制作新的传票，1258年发布了牛津法，停止了新的传票种类的增加，这样就更加局限了普通法的能力和弹性。普通法对原告的救济措施较为受限，仅限于赔偿以及恢复财产权。此外，普通法注重文件和公开的财产权，不承认非正式的合約以及信托。因此，人们开始逐渐直接向英国国王申诉，而国王则将案件转交其掌印大臣/大法官（Lord Chancellor）。由此，逐渐形成了衡平法院（Court of Chancery）。从1473年开始，衡平法院的大法官开始以自己的名义发出判决。
衡平法院的出现主要为了填补普通法的不足和补救普通法造成的司法不公，另外，衡平法起初与普通法不同，而更加偏向于特殊情况下的行政措施。因此，衡平法起初也不遵守遵循先例原则，而是更加偏向于依照个案的需要酌情处理，並且衡平法院也沒有陪審團。

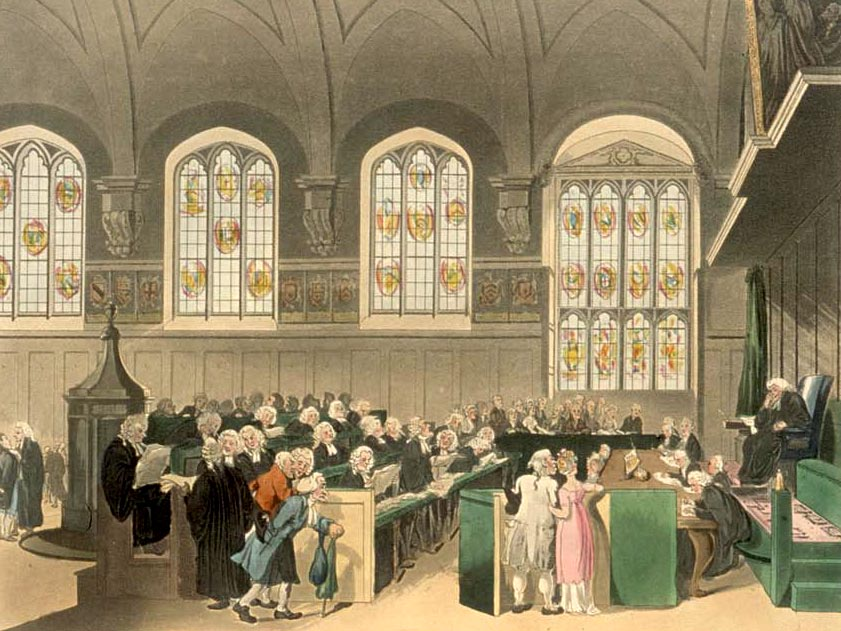
19世纪的英国衡平法院

衡平法院出现之初，作用相当于一个良心法院（Court of Conscience），衡平法院法官以自己对公平的理解来断案，到十六世纪中旬时，大法官已经一般由接受过普通法训练的律师来担任。判决开始被记录和报告，形成了和普通法相当的可供使用的判例法，而到十七世纪，衡平法已经獲完全接受为司法体系的一部分。
衡平法法院诞生之初，尽量避免和普通法的冲突，但是，冲突却不可避免，到了1616年，詹姆斯一世国王发出命令偏向衡平法，衡平法优先的原则从此确立。但是，衡平法法院从此变得臃肿低效。通过一系列改革，独立的衡平法院和其他普通法法院由1873年最高司法院法令合并为一个新的高级法院，法院同时适用普通法及衡平法，虽然，普通法及衡平法有着本质的区别，但是，普通法及衡平法已经融合一体。
与英国类似，在十九世纪晚期及二十世纪，美国的大多数州也废除了独立的衡平法院，并且合并了普通法和衡平法的程序制度。近年来，衡平法也受成文法所影响。比如，传统上衡平法仅适用于财产权争议。而在现代法律，起源於衡平法的强制履行合同和禁制令也适用于劳动法、行政法等其他领域。

## 衡平法和信托
衡平法最重要的作用是规范物权的管理，其中信托（Trust）是其规范的最重要的领域。
英美法只认定和管辖通过合约正式形成的财产权，并不是认定信托的存在。在建立信托的过程中，衡平法把财产权分为所有权（Legal ownership）和受益权（equitable Ownership或者 beneficial ownership）。物权的拥有者被称为委托人（trustor， settlor 或者donnor），当委托人在衡平法下，为了受益者（beneficiary）的利益，把受益权交给受益者，把所有权交给受托人的时候，信托就产生了。委托人在创立信托的同时，分配权也同时被创立（Powers of Appointment），分配权可以由受托者，收益者，甚至是第三方拥有。衡平法被用来管辖信托中受托人，受益人，和分配权

## 衡平法和财产权
财产权法，是规范人与财产之间关系的法律，英美法只认定和管辖正式形成的财产权，并不认定其他财产性权利。所有权，是财产权中最重要的领域，是指：财产权的拥有者，可以按照他的意愿处置其拥有的财产，可以从财产中受益，并且对财产拥有管理权。但是，财产权往往并不是绝对的，它时常会受到其他财产性权力的制约。例如，某人拥有一房产出租，但是贷款银行，租客，甚至邻居，都可能对这套房产拥有各式各样的财产权。同时，并不是所有与财产拥有者相关的关系都能产生财产性权力，比如交通运输合同，不能给乘客带来关于交通工具的财产性权利。衡平法就是用来创造，认定，和规范这些英美法财产性权利以外的财产性权利的，这些基于衡平法的财产权被称为衡平法财产权，衡平法财产权有时候等同于英美法财产权，又常常独立于英美法财产权存在。

## 衡平法补救
基于衡平法的补救措施，在英美法系中各个法律分支都有使用，例如财产纠纷，合同纠纷，知识产权纠纷等等。衡平法的补救措施来源于历史上衡平法法院不断完善普通法的结果，衡平法的补救措施可以减轻英美法补救的严苛，可以提供英美法法不能提供的补救方式，可以完善普通法，可以在信托纠纷中执行信托义务。例如在合同法纠纷中，特定履行和禁制令（specific  performace和injunction），可以用来要求违约方继续履行合同和停止合同中禁止执行的行为。
衡平法提供的补救方式主要有：
特定履行（specific  performance）
禁制令（injunction）
恢复（Rescission）
改正（Rectification）
审计（Accountant）

## 另見
- 衡平法補救措施
- 對物管轄權（英语：In rem jurisdiction）(in rem jurisdiction)

## 外部連接
- Christopher St. Germain's Doctor and Student (1518) （页面存档备份，存于）, the classic common law text on equity.
- Delaware Court of Chancery: Official site
- Equity and Trusts[] Hudson, Alastair, 5th edition, Routledge-Cavendish, London, 2007 ISBN 978-0-415-41847-8